# 五棵松駅
五棵松駅（ごかしょう-えき）は、中華人民共和国北京市海淀区に位置する北京地下鉄1号線の駅。

## 駅構造

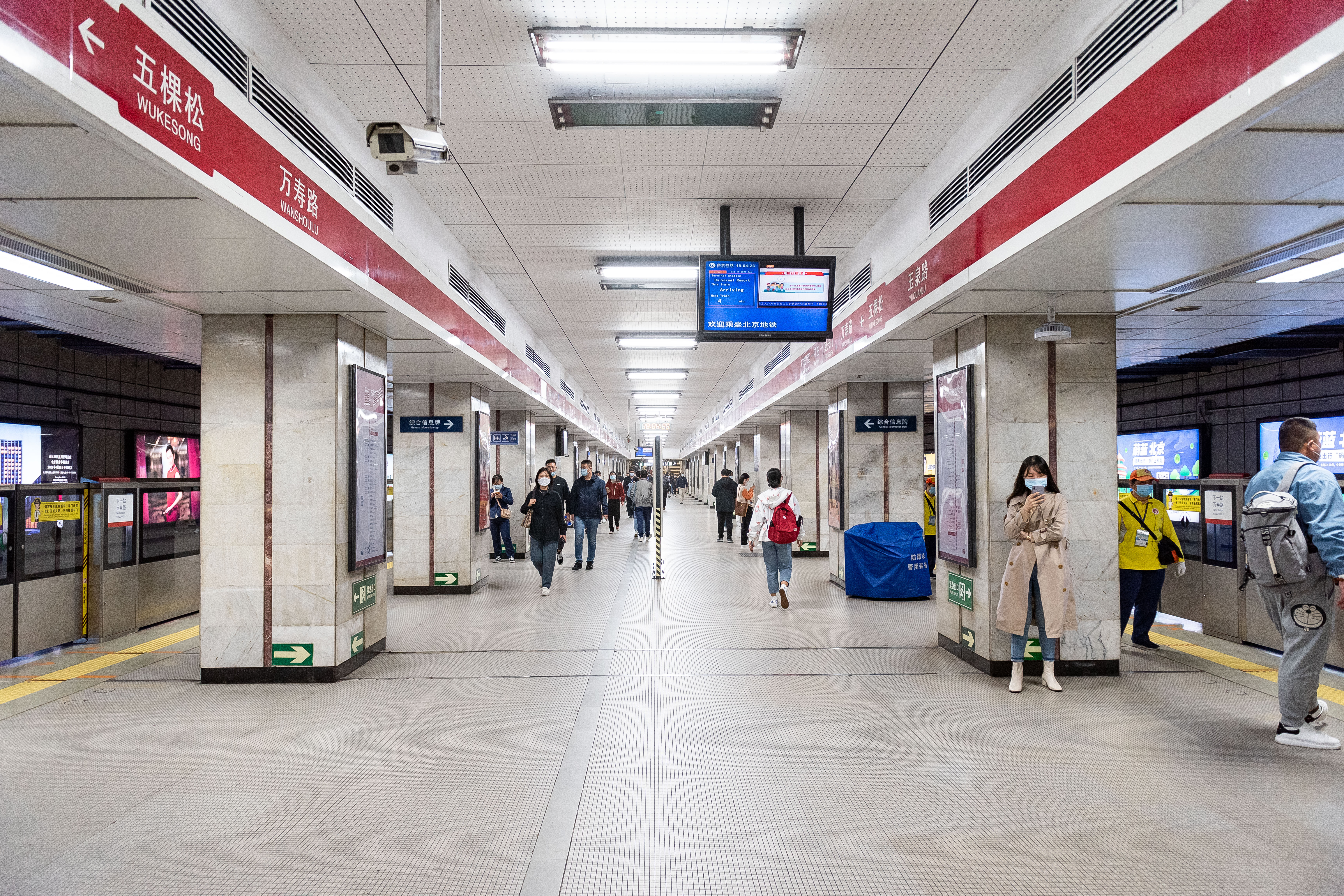
ホーム

島式ホーム1面2線の地下駅。

## 駅周辺
- マスターカードセンター－北京五輪バスケットボール会場
- 五棵松野球場－北京五輪後解体され現存しない。

## 歴史
- 1969年10月1日 - 開業。ただし、乗車できるのは公務員のみだった。
- 1977年 - 一般市民に開放。
- 1980年 - 外国人も使用可能になった。

## 隣の駅
北京地下鉄
■1号線
玉泉路駅 - 五棵松駅 - 万寿路駅
| スタブアイコン | サブスタブ | この項目は、まだ閲覧者の調べものの参照としては役立たない、鉄道に関連した書きかけの項目です。この項目を加筆・訂正などしてくださる協力者を求めています（P:鉄道/PJ:鉄道）。 |

座標: 北緯39度54分22秒 東経116度16分05秒 / 北緯39.90623度 東経116.26804度